# Wydział Wychowania Fizycznego Akademii Wychowania Fizycznego i Sportu im. Jędrzeja Śniadeckiego w Gdańsku
Wydział Wychowania Fizycznego Akademii Wychowania Fizycznego i Sportu im. Jędrzeja Śniadeckiego w Gdańsku – jednostka naukowo-dydaktyczna, będąca jednym z trzech wydziałów Akademii Wychowania Fizycznego i Sportu im. Jędrzeja Śniadeckiego w Gdańsku. Jego siedziba znajduje się przy ul. Kazimierza Górskiego 1 w Gdańsku.

## Struktura
- Katedra Nauk Przyrodniczych
  - Zakład Anatomii i Antropologii
  - Zakład Biochemii
  - Zakład Fizjologii
  - Zakład Biomechaniki i Inżynierii Sportowej
  - Zakład Biologii, Ekologii i Medycyny Sportu
- Katedra Nauk Społecznych
  - Zakład Psychologii
  - Zakład Pedagogiki, Socjologii i Filozofii
  - Zakład Informatyki i Statystyki
- Katedra Sportu
  - Zakład Zespołowych Gier Sportowych
    - Pracownia Piłki Nożnej
    - Pracownia Piłki Ręcznej
    - Pracownia Piłki Siatkowej
    - Pracownia Koszykówki

  - Zakład Lekkiej Atletyki
  - Zakład Teorii Sportu i Motoryczności Człowieka
  - Zakład Zarządzania w Sporcie
  - Zakład Sportów Walki
  - Zakład Pływania
  - Zakład Gimnastyki, Tańca i Ćwiczeń Muzyczno Ruchowych
    - Pracownia Żeglarstwa
- Katedra Wychowania Fizycznego
  - Zakład Teorii Wychowania Fizycznego
  - Zakład Promocji Zdrowia
    - Pracownia Posturologii i Metodyki Ćwiczeń Korekcyjnych

  - Zakład Metodyki Wychowania Fizycznego[2]

## Kierunki studiów
- Wychowanie fizyczne
- Sport

## Władze
Dziekan: prof. nadzw. dr hab. Tomasz Tomiak

Prodziekan do spraw studiów stacjonarnych: dr Marcin Dornowski

Prodziekan do spraw studiów niestacjonarnych: dr Piotr Makar

Prodziekan do spraw studiów nauki: prof. nadzw. dr hab. Godlewski Piotr